# Заднее (озеро, Лепельский район)
За́днее (бел. За́дняе) — озеро в Лепельском районе Витебской области Белоруссии. Относится к бассейну реки Эсса.

## Описание
Озеро Заднее расположено в 6 км к югу от города Лепель, в 1 км к юго-западу от деревни Дворище.
Площадь зеркала составляет 0,28 км², длина — 0,8 км, наибольшая ширина — 0,45 км. Длина береговой линии — 2,15 км. Наибольшая глубина — 2,5 м, средняя — 1,52 м. Объём воды в озере — 0,43 млн м³. Площадь водосбора — 32,6 км².
Котловина лощинного типа, вытянутая с севера на юг. Склоны преимущественно высотой 15 м, умеренно крутые, покрытые лесом и кустарником. Северо-восточные склоны распаханы и отличаются меньшей высотой (8—10 м). Береговая линия извилистая. Берега в основном высокие, песчаные, поросшие деревьями и кустарником. Западный берег обрывистый. На северо-востоке и юго-западе имеется неширокая пойма, местами заболоченная. Мелководье песчаное, узкое, в заливах обширное. На глубине дно илистое. Озеро зарастает слабо.
На севере впадает ручей из озера Долгое. На юге вытекает ручей, впадающий в реку Эсса.
В озере обитают лещ, щука, плотва, линь, карась, окунь и другие виды рыб.